# 湯谷温泉 (山口県)
湯谷温泉（ゆたにおんせん）は、山口県下関市（旧国長門国）の吉田地方（よしだじかた）にあった温泉。

## 泉質
- 単純弱放射能泉
  - 源泉温度22.5℃（ボイラーにより加熱）

リウマチ、神経痛、切り傷などに効果があった。

## 周辺環境
山口県道33号下関美祢線沿いに「グランドホテルニュー湯谷」、旅館「湯谷荘」、レストラン兼日帰り入浴施設「吉花亭」が存在した。2019年現在入浴施設はないが、源泉の水汲み場が残されている。また、「グランドホテルニュー湯谷」は廃墟として残っている。かつての湯谷荘は温泉評論家の郡司勇により、「風情が四ツ星の温泉」に選出された。

## 歴史
天保年間（1830～45）の地誌『防長風土注進案』には、湯谷の田畑から硫黄臭のする温泉が湧出したが温度が低く泉脈に至らなかったため元の田畑に戻したと記されており、泉源の存在は知られていたが温泉としては機能していなかった。明治6年（1873年）に温泉の掘削を試みたが失敗し、大正の初めに温泉旅館が経営されたがこれも失敗した。その後しばらく放置されたが、昭和27年（1952年）に湯谷温泉組合が結成され、温泉の本格的な開発が昭和29年（1954年）以降おこなわれた。最盛期にはホテルや旅館が複数営業していた。2008年頃に旅館「湯谷荘」が閉館し、そして2009年には、「グランドホテルニュー湯谷」が閉館したため、2020年現在、湯谷温泉には入浴施設はない。

## アクセス
- 鉄道・バス：山陽本線小月駅よりサンデン交通バスで約15分（「湯谷」で下車）。
- 中国自動車道：小月インターチェンジから